# Olga Kent
Olga Kent, pseudonimo di Olga Calpajiu (Tighina, 26 febbraio 1988), è una modella e attrice moldava.

## Biografia
Originaria della Transnistria, una regione della Moldavia indipendente de facto dal 1990, vince il titolo di Miss Transnistria nel 2005 e due anni dopo, al termine delle scuole superiori, si trasferisce prima in Romania e poi in Italia. A Milano, assunto il nome d'arte di Olga Kent, inizia una carriera nel mondo della moda, posando per diverse marche di intimo come Benetton Underwear, Triumph e P2.
Nel 2007 è apparsa inoltre sulla copertina dell'edizione romena di Elle.
Da anni immagine di riferimento dell'intimo Lovable, ha impersonato la bambola Barbie per la Mattel. 
Nel 2010 è stata protagonista dello spot internazionale del deodorante Nivea Calm & Care (e della relativa campagna pubblicitaria su stampa emessa l'anno successivo) ed ha partecipato al progetto Food is Fashion and Health.
Nel 2011 è stata testimonial della Visto Moda Card promossa da MasterCard ed è apparsa sulla cover del mese di marzo della rivista Harper's Bazaar.
Nello stesso anno ha recitato inoltre nel film Vacanze di Natale a Cortina di Neri Parenti interpretando il ruolo di Galina, la moglie del magnate russo nel campo del gas Fiodor Isakovic.
Nel 2012 è stata testimonial mondiale di Chrysler e Fiat, per cui è stata anche volto della campagna pubblicitaria per Lancia diretta da Gabriele Muccino intitolata  La dolce vita. Ha anche svolto il ruolo di madrina del Festival del Cinema Capri-Hollywood e di Millemiglia.
Nel 2013 ha condotto Colorado insieme a Paolo Ruffini e Lorella Boccia. Ha anche recitato come protagonista nel ruolo di Nadia nel film Fuga di cervelli  diretto dallo stesso Ruffini ed è stata testimonial per i solari Bilboa.
Nel 2014 ha presentato in anteprima in Versilia una sua linea di lingerie e nel mese di dicembre dello stesso anno concede al magazine online StarsSystem.it una intervista in cui ripercorre la sua infanzia e le tappe della sua attività di modella.

## Vita privata
Il 29 maggio 2015 a Saint-Jean-Cap-Ferrat si è sposata con l'imprenditore italiano Alessandro Gandini.

## Campagne pubblicitarie
- Olivia Gold
- Benetton Underwear
- Triumph
- P2
- Lovable
- Mattell
- 2010 - Nivea
- 2011 - Visto Moda Card
- 2013 - Solari Bilboa

## Filmografia

### Cinema
- Vacanze di Natale a Cortina, regia di Neri Parenti (2011)
- Fuga di cervelli, regia di Paolo Ruffini (2013)
- Last man down, regia di Fansu Njie (2021)
- Familia Or as The Day Goes, regia di Aurora Troise - cortometraggio (2021)

### Televisione
- Don Matteo - serie TV, episodio 10x20 (2016)
- Che Dio ci aiuti - serie TV, episodio 4x12 (2017)
- Riviera - serie TV, episodio 1x09 (2017)
- Rocco Schiavone - serie TV, episodi 3x03-3x04-4x01 (2019-2021)

## Programmi televisivi
- Colorado (Italia 1, 2013)